# جبل هطالة
جبل هطالة؛ هو جبل يقع على بعد نحو 6 كم شمال غرب مدينة موقق بمنطقة حائل بالمملكة العربية السعودية وهو جبل ضخم عالي الارتفاع يحيط به عدد من الركامات والدوائر الحجرية. 

## الآثار
ذكر سعد الرويسان في كتابه "مواقع أثرية في حائل" أن منطقة حائل تحوي سبع مواقع تعود للعصر الحجري وهي: المعترضة، المنبطح، بدائع البادية، جبل أركان، جبل أبرق غوث، جبل هطالة، جبل جرقوق.  حيث عثر الباحث في موقع جبل هطالة على رسم صخري. 